# Louis Wain
Louis William Wain (Londres, 5 de agosto de 1860 – St Albans, 4 de julio de 1939) fue un artista inglés.
Se dice que en sus últimos años pudo haber sufrido de esquizofrenia (aunque esta afirmación está en disputa), lo que, según algunos psiquiatras, se puede ver en sus obras. De hecho, la evolución de su obra es a menudo presentada como ejemplo de cómo el padecimiento mental afecta a la percepción. 
También, se menciona su posible autismo, lo cual tampoco está confirmado.

## Primeros años
Louis William Wain nació en el área londinense de Clerkenwell. Su padre fue un comerciante de productos textiles y bordados; su madre era francesa. Fue el primero de seis hijos, siendo el único varón. Ninguna de sus cinco hermanas se llegó a casar. A la edad de treinta años, su hermana menor fue certificada como loca y admitida en un asilo. Las hermanas restantes vivieron con su madre toda su vida, al igual que Louis durante la mayor parte de la suya.
Wain nació con labio leporino, ante lo cual su médico le ordenó a sus padres que Louis no debía ser enviado a una escuela hasta cumplir los 10 años. Con frecuencia se ausentaba del colegio y pasó gran parte de su infancia vagando por Londres. Posterior a este período, Louis estudió en la West London School of Art y después trabajó como profesor de dicha escuela por un breve período de tiempo. A los 20 años, Wain se quedó como sustento de su madre y sus cinco hermanas, después de la muerte de su padre.

## Carrera

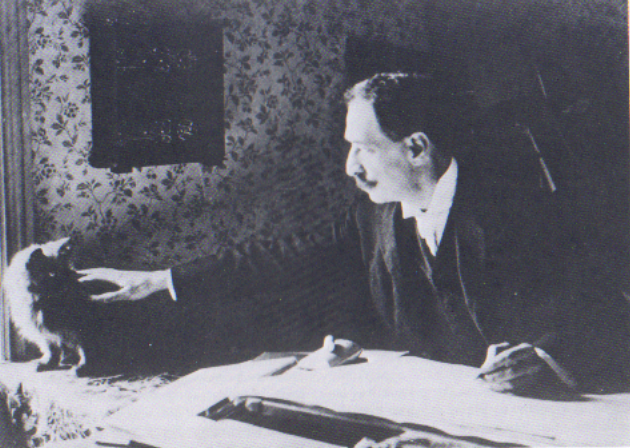
Louis Wain en su mesa de dibujo, fotografía de la década de 1890.

Wain pronto renunció a su puesto de profesor para convertirse en un artista independiente, donde alcanzó un éxito considerable. Se especializó en la elaboración de dibujos de animales y escenas campestres. Trabajó para varias revistas, incluyendo Illustrated Sporting and Dramatic News, donde permaneció por cuatro años, e Illustrated London News, a partir de 1886. A través de la década de 1880, el trabajo de Wain incluyó detalladas ilustraciones de country houses y fincas, junto con ilustraciones de ganado, las cuales le eran encargadas durante ferias agrícolas. Durante ese período, su trabajo incluyó una amplia variedad de animales, y mantuvo su capacidad de dibujar todo tipo de criaturas a lo largo de su vida. En un momento dado, esperaba ganarse la vida dibujando retratos de perros.
A los 23 años se casó con la institutriz de sus hermanas, Emily Richardson, que era diez años mayor que él, lo que en la época era considerado inapropiado, y se mudó con ella a Hampstead, en el norte de Londres. Emily pronto enfermó de cáncer de mama y falleció tres años después. Antes de su muerte,  descubriría el tema que definiría su carrera. Emily fue consolada por su gato Peter, un gatito blanco y negro callejero que habían rescatado al escucharlo maullar bajo la lluvia una noche. Peter animó a la convaleciente Emily, y Louis empezó a dibujar numerosos bocetos cómicos de la mascota para hacerla reír, que ella le pidió encarecidamente que publicara. Emily murió antes de que esto sucediera, pero él continuó haciendo bocetos, y Peter es reconocible en muchas de sus primeras obras.
En 1886 Wain publicó su primer trabajo con gatos humanizados en la edición navideña del Illustrated London News, donde numerosos gatos aparecían realizando actividades como enviar invitaciones, jugar con los regalos o pronunciar discursos en una amplia ilustración dividida en once paneles. Los gatos todavía aparecen a cuatro patas, sin prendas ni expresividad. En los años siguientes, los gatos de Wain empezaron a caminar a dos patas, sonreír ampliamente y demás expresiones faciales exageradas y a usar ropa contemporánea. Las ilustraciones de Wain mostraban gatos tocando instrumentos musicales, tomando el té, jugando a las cartas, pescando, fumando o disfrutando de una noche en la ópera. Tales representaciones antropomórficas de animales eran populares en la Inglaterra victoriana y a menudo aparecían en grabados, tarjetas de felicitación e ilustraciones satíricas. Durante los siguientes treinta años trabajó prolíficamente. Ilustró alrededor de cien libros para niños, y su trabajo aparecía en revistas, diarios y periódicos, incluido el Louis Wain Annual publicado de 1901 a 1915. También realizó postales, actualmente muy cotizadas, y fue presidente del National Cat Club de 1898 a 1911.
Wain colaboró con diversas asociaciones benéficas para animales, como la Sociedad para la Protección de los Gatos y la Sociedad Anti Vivisección. A pesar de su popularidad, Wain sufrió dificultades económicas toda su vida. Seguía siendo responsable de la manutención de su madre y hermanas y tenía poco sentido comercial. Wain era modesto, ingenuo y fácil de engañar, mal equipado para negociar en el mundo editorial. A menudo vendía sus dibujos directamente, sin pedir derechos sobre su reproducción.
La aparición de la esquizofrenia pudo ser precipitada por Toxoplasma gondii, un parásito presente en las heces de los gatos. La teoría de que la toxoplasmosis puede desencadenar esquizofrenia es objeto de investigación, aunque los orígenes de la teoría se remontan a 1953.
Cuando sus hermanas ya no pudieron hacer frente a su comportamiento errático, a veces violento, en 1924 fue internado en una sección para pobres del hospital mental de Springfield en Tooting. Un año después, se descubrió su situación y fue ampliamente publicitada. Esto provocó llamamientos de personalidades como H. G. Wells y la intervención personal del primer ministro Stanley Baldwin, siendo trasladado al Bethlem Royal Hospital en Southwark, y de nuevo en 1930 al Hospital Napsbury cerca de St. Albans en Hertfordshire, al norte de Londres. Napsbury era relativamente agradable, con un amplio jardín y una colonia de gatos, y allí pasó tranquilamente sus últimos años. Sus erráticos cambios de humor disminuyeron y continuó dibujando. Sus gatos muestran ahora colores brillantes y ácidos, fondos florales y patrones cada vez más intrincados y abstractos.

## Muerte
Wain falleció el 4 de julio de 1939 en el Hospital Napsbury, en St. Albans en Hertfordshire. Fue enterrado en el panteón familiar en la tumba de su padre en el cementerio católico de St. Mary en Kensal Green, en Londres.

## Legado

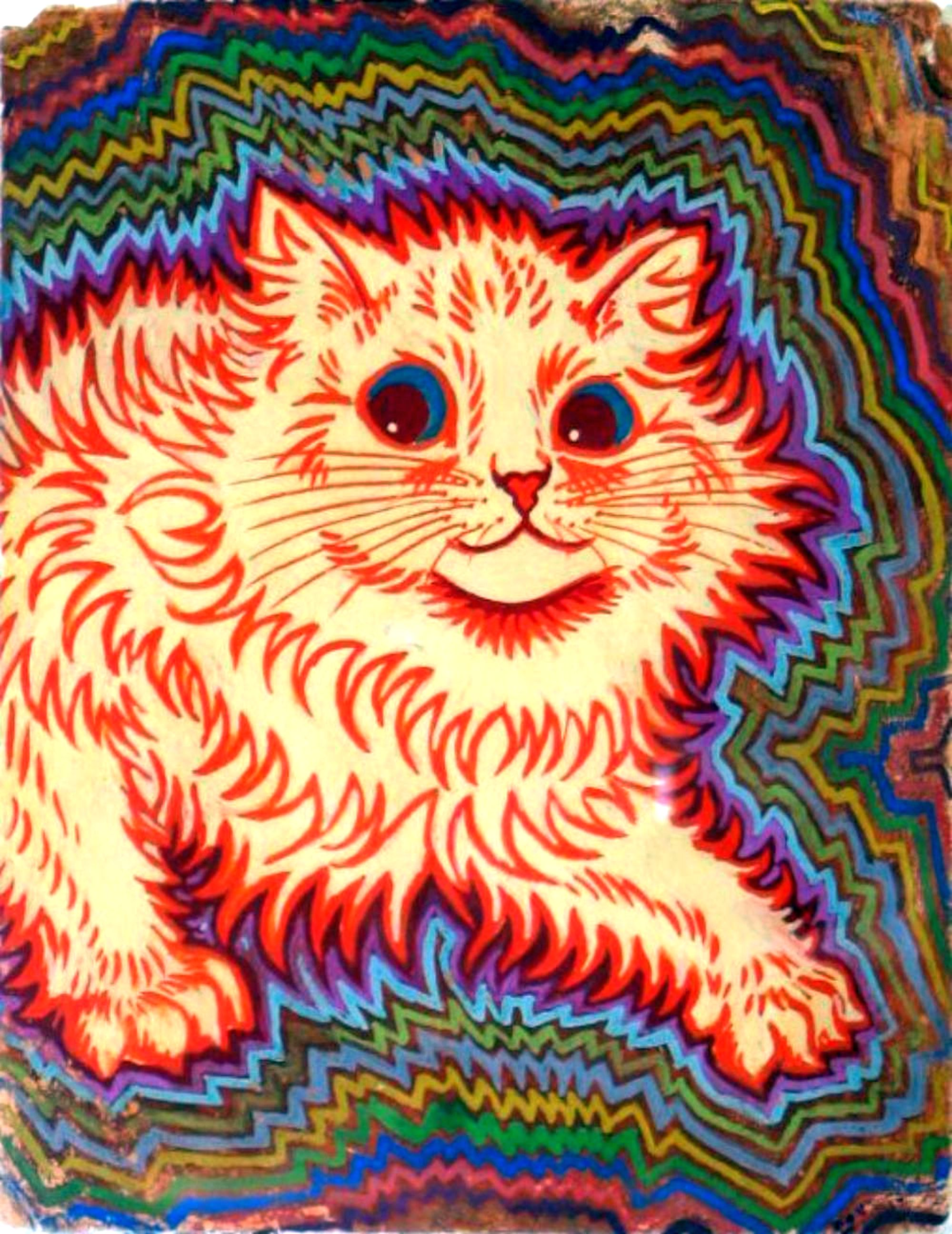
Uno de los gatos psicodélicos de Louis Wain.

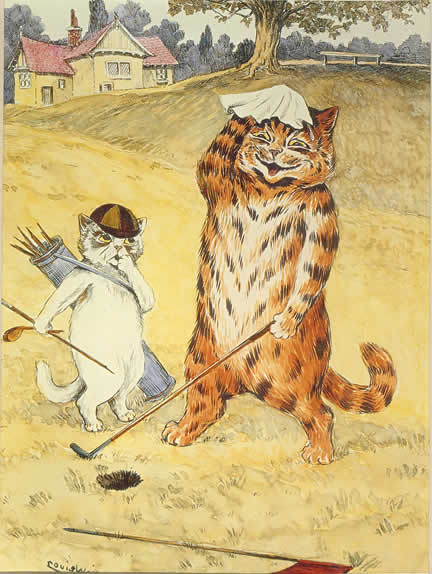
Wain es conocido por sus gatos antropomórficos.

H. G. Wells dijo sobre Wain: "Él inventó un estilo de gato, una sociedad de gatos, un mundo entero de gatos. Los gatos ingleses que no lucen y viven como los gatos de Louis Wain se avergüenzan de sí mismos."
Actualmente su obra es altamente coleccionable, aunque las falsificaciones son comunes. Wain también creó una serie de piezas de cerámica producidas por Amphora Ceramics en 1914. La obra es llamada el "gato futurista" y sus piezas corresponden a figuras de perros y gatos con formas angulares y marcas geométricas. Han sido catalogadas dentro del estilo cubista y representan la expresión artística de Wain en la cerámica.

## En la cultura popular
En 2021 se filmó un biopic sobre Wain: "La vida electrizante de Louis Wain" guionizado y dirigido por Will Sharpe.